# Municipio de West Bank (Minnesota)
El municipio de West Bank (en inglés: West Bank Township) es un municipio ubicado en el condado de Swift en el estado estadounidense de Minnesota. En el año 2010 tenía una población de 150 habitantes y una densidad poblacional de 1,6 personas por km².

## Geografía
El municipio de West Bank se encuentra ubicado en las coordenadas 45°11′17″N 95°47′12″O / 45.18806, -95.78667. Según la Oficina del Censo de los Estados Unidos, el municipio tiene una superficie total de 93.56 km², de la cual 93,29 km² corresponden a tierra firme y (0,28 %) 0,26 km² es agua.

## Demografía
Según el censo de 2010, había 150 personas residiendo en el municipio de West Bank. La densidad de población era de 1,6 hab./km². De los 150 habitantes, el municipio de West Bank estaba compuesto por el 98,67 % blancos, el 0,67 % eran amerindios y el 0,67 % eran de una mezcla de razas. Del total de la población el 5,33 % eran hispanos o latinos de cualquier raza.